# Yakunara Mug Cup mo
Yakunara Mug Cup mo (やくならマグカップも lit. Si quieres, también puedes hacer una taza.?) es una serie de manga sobre alfarería, ambientada en la ciudad de Tajimi, en la prefectura de Gifu. Ha sido serializado en línea por Planet desde 2012 y se ha recopilado en treinta y tres volúmenes digitales. Una  segunda serie de mangas de Osamu Kashiwara has sido serializada en línea por Akita Shoten desde el 28 de 2021. Una adaptación al una serie de anime para televisión por el estudio Nippon Animation estrenada el 3 de abril de 2021 y la segunda temporada el 1 de octubre de 2021.

## Argumento
La ciudad de Tajimi, ubicada en la parte sur de la Prefectura de Gifu, Japón, es famosa por la loza de Mino. La ciudad está salpicada de productores históricos de cerámica y museos de arte cerámico. Cuenta con instalaciones donde puedes probar tu habilidad para hacer cerámica, así como muchos restaurantes que sirven comida en platos Minoware. La historia comienza cuando una estudiante de secundaria se muda a una calle comercial en Tajimi. Allí le esperan muchos encuentros, amigos, gente del pueblo, arte cerámica, etc. ¿Qué descubrirá en un pueblo famoso por su cerámica?

## Personajes
Personajes de la obra y elenco de actores de voz de su adaptación al anime.
Himeno Toyokawa (豊川姫乃 Toyokawa Himeno?)
Actriz de voz: Minami Tanaka.
Mika Kukuri (久々梨三華 Kukuri Mika?)
Actriz de voz: Yu Serizawa.
Naoko Naruse (成瀬直子 Naruse Naoko?)
Actriz de voz: Yuki Wakai.
Toko Aoki (青木十子 Aoki Toko?)
Actriz de voz: Rina Hon'izumi.
Tokishirō Toyokawa (豊川刻四郎 Toyokawa Tokishirō?)
Actor de voz: Kaito Ishikawa.
Sachie Tokikawa (土岐川幸恵 Tokikawa Sachie?)
Actriz de voz: Rin Mizuhara.
Mami Koizumi (小泉真美 Koizumi Mami?)
Actriz de voz: Mana Ogawa.
Mad Deiemon (土泥右衛門 Dorouemon?)
Actriz de voz: Aya Uchida.
Yuzuna (ゆずな Yuzuna?)
Actriz de voz: Haru Miyachi.
Noa (のあ Noa?)
Actriz de voz Nendo Tsumuraz.
Rio Matsuse (松瀬理央 Matsuse Rio?)
Actriz de voz: Aya Uchida.
Jimena Valdez (ヒメナ・バルデス Himena Barudesu?)
Actriz de voz: Sally Amaki.
Himena Tokikawa (土岐川姫菜 Tokikawa Himena?)
Actriz de voz: Ari Ozawa.

## Anime
Un anime adaptación de serie televisiva fue anunciada en Twitter el 14 de febrero de 2020. La serie está animada por Nippon Animación y dirigido por Jun Kamiya, con Naruhisa Arakawa en la composición de serie, y Ayano Yoshioka en el diseño de los personajes. Tajimi y su asociación de turismo está colaborando en el anime. La serie estrenada el 3 de abril de 2021 en CBC y otros canales. Las actrices de voz Minami Tanaka, Yu Serizawa, Yūki Wakai, y Rina Hon'izumi interpretan el tema de apertura "Tobira o Aketara", mientras  que Aya Uchida interpreta tema del final "Pale Blue". Es una serie licenciada por Crunchyroll. Esta primera temporada  tuvo una duración de 12 episodios y finalizó el 21 de junio. La segunda temporada llamada  Yakunara Mug Cup Mo Niban Gama se estrenó en el 1 de octubre con 3 nuevos personajes.